# Iaia (album)
Iaia è il primo album del cantautore italiano Mario Lavezzi, pubblicato nel 1976.

## Tracce
1. Le tue ali – 3:58
2. Indocina – 3:48
3. Un discorso – 3:53
4. C'è chi si fida – 3:43
5. Nirvana – 6:42
6. Iaia – 4:01
7. Serenade – 3:50
8. Nell'aria – 4:05
9. Butta via – 3:59
10. Eltarte – 3:45

- (2) (7) interpretate anche da: Loredana Bertè - Normale o super (1976)

## Formazione
- Mario Lavezzi – voce, tastiera, chitarra, mandolino
- Bob Callero – basso, chitarra
- Maurizio Preti – percussioni, aggeggi
- Vince Tempera – tastiera
- Gianni Dall'Aglio – batteria